# Helicia finis-terrae
Helicia finis-terrae är en tvåhjärtbladig växtart som beskrevs av Lauterbach. Helicia finis-terrae ingår i släktet Helicia och familjen Proteaceae. Inga underarter finns listade i Catalogue of Life.